# Alfons Nygaard
Alfons Bror Erik Nygaard, född 20 april 2002, är en svensk fotbollsspelare som spelar för Onsala BK.

## Karriär
Alfons Nygaards moderklubb är Annebergs IF från Kungsbacka. Som elvaåring flyttade han till IFK Göteborg. Efter att ha öst in mål i klubbens P19-lag fick Nygaard A-lagsdebutera i försäsongspremiären mot Halmstads BK den 5 februari 2021. Anfallaren stod då för Blåvitts enda mål i 1-1-matchen. Senare på försäsongen kom också hans första tävlingsframträdanden, då han hoppade in i matcherna mot Sandvikens IF och GIF Sundsvall i Svenska Cupens gruppspel.
Efter att ha avslutat 2021 med att vinna U19-SM med IFK Göteborg skrev Nygaard på sitt första A-lagskontrakt med klubben. Mot slutet av säsongen 2022 fick han också debutera i Allsvenskan, med ett kort inhopp i 4-1-segern mot Mjällby AIF den 5 september 2022. Drygt två månader efter det meddelade IFK Göteborg att de inte skulle förlänga Nygaards utgående kontrakt. I december 2022 skrev han istället på för Tvååkers IF i Söderettan.
I december 2023 byte Nygaard Ettan Södra-klubb till Onsala BK.

## Karriärstatistik
| Klubb              | Säsong             | Liga               | Liga    | Liga | Nationell cup | Nationell cup | Totalt  | Totalt |
| Klubb              | Säsong             | Division           | Matcher | Mål  | Matcher       | Mål           | Matcher | Mål    |
| ------------------ | ------------------ | ------------------ | ------- | ---- | ------------- | ------------- | ------- | ------ |
| IFK Göteborg       | 2021               | Allsvenskan        | 0       | 0    | 2             | 0             | 2       | 0      |
| IFK Göteborg       | 2022               | Allsvenskan        | 1       | 0    | 1             | 0             | 2       | 0      |
| IFK Göteborg       | Totalt             | Totalt             | 1       | 0    | 3             | 0             | 4       | 0      |
| Tvååkers IF        | 2023               | Ettan Södra        | 22      | 3    | 2             | 0             | 24      | 3      |
| Onsala BK          | 2024               | Ettan Södra        | 25      | 4    | 1             | 0             | 26      | 4      |
| Totalt i karriären | Totalt i karriären | Totalt i karriären | 48      | 7    | 6             | 0             | 54      | 4      |